# Base Signy

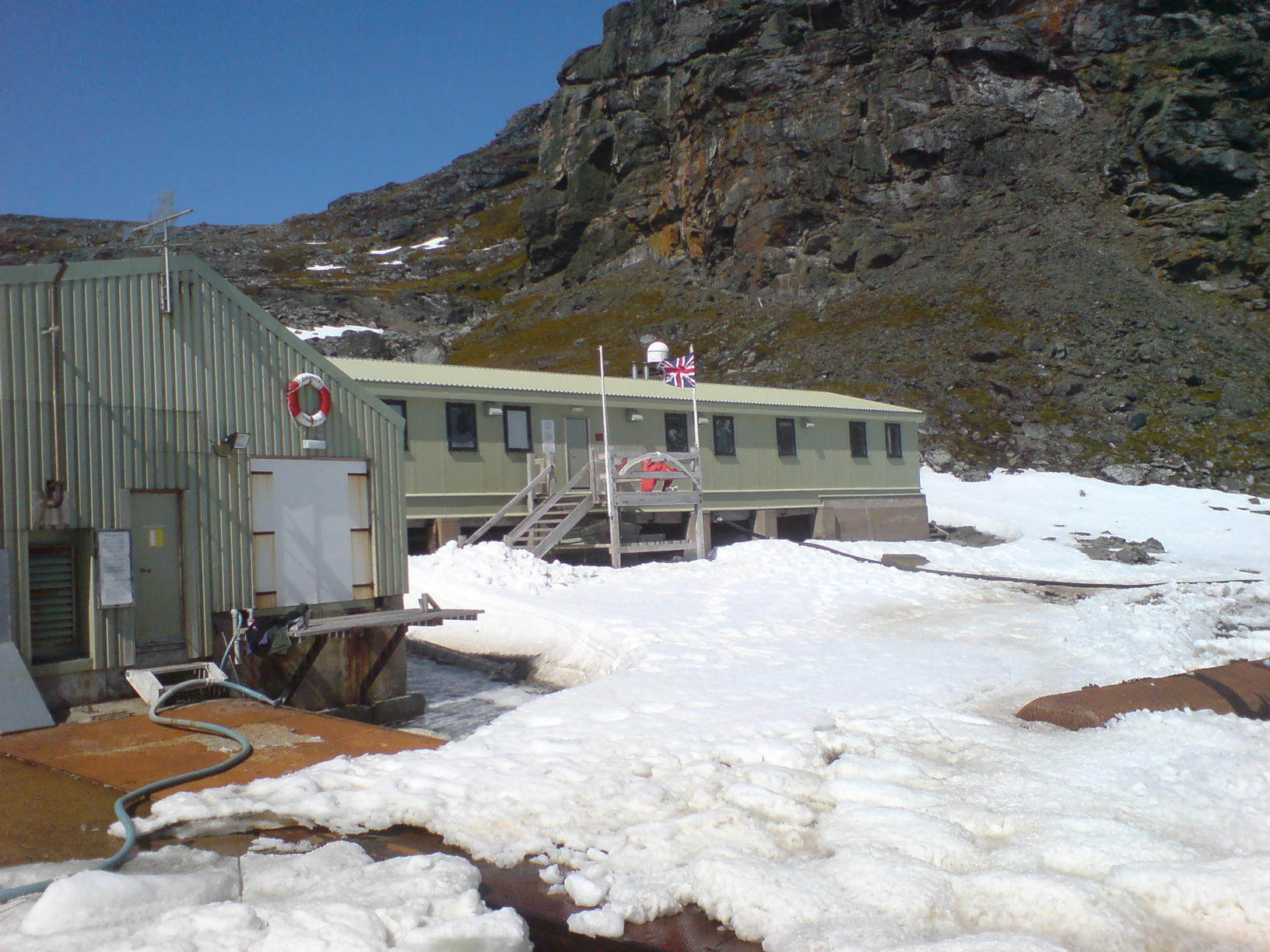
Base Signy en 2006.

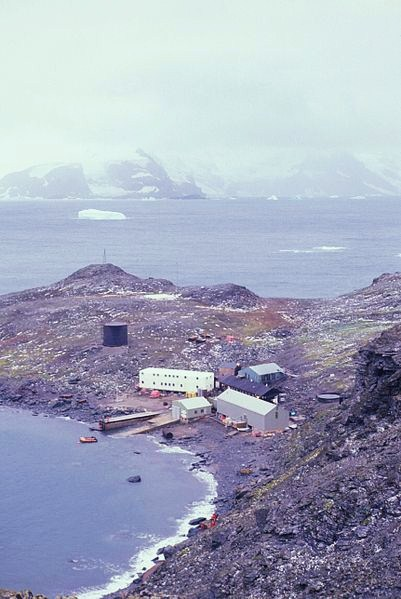
Base Signy en 2010.

Signy (en inglés: Signy Research Station) es una estación de investigación científica temporal del Reino Unido en la Antártida ubicada en la caleta Factory de la bahía Borge de la isla Signy en las islas Orcadas del Sur. Inicialmente se denominó Station H — Signy Island y desde agosto de 1977 Station H — Signy, para luego ser renombrada a su nombre actual. Es administrada por la British Antarctic Survey.

## Historia
La caza de ballenas comenzó en las Orcadas del Sur en 1907-1908, estableciéndose una factoría en la isla (llamada Factory Cove). La base comenzó a funcionar el 18 de marzo de 1947 cuando 3 científicos ocuparon un sitio en punta Berntsen cerca de una antigua factoría ballenera para usarlo como estación meteorológica, denominando al edificio Clifford House. El 12 de febrero de 1948 fue agregado un laboratorio y el 25 de febrero de 1950 se agregó una extensión al edificio principal con una cabaña trasladada desde la Base G en la bahía Almirantazgo de la isla Rey Jorge. Esos edificios fueron trasladados a la caleta Factory.
El 3 de febrero de 1955 fue construida una nueva casa principal (Tønsberg House) en el sitio de la estación ballenera de la compañía Tønsbergs Hvalfangeri. Durante el Año Geofísico Internacional de 1957-1958 la base contribuyó con observaciones. El 13 de febrero de 1961 el miembro de la base Roger Filer, murió al caer mientras realizaba trabajos de ornitología, siendo enterrado en punta Pantomime.
El 18 de diciembre de 1963 comenzó la construcción de una cabaña de plástico para laboratorios de investigación biológica, que fue transformada en almacén en enero de 1998. La Sørlle House fue construida en diciembre de 1980 y demolida en marzo de 1995. Una nueva Sørlle House fue erigida en el verano de 1995-1996. La base ha tenido cabañas en otros sitios de la isla: Foca Cove, península Gourlay, Three Lakes Valley, Cummings Cove, Jane Col, Factory Bluffs, Moraine Valley, Shagnasty, North Point. La Shingle Hut fue construida en enero de 1963 en la isla Coronación.
Desde su desocupación como base permanente el 13 de abril de 1996 es una base estival que funciona todos los años desde noviembre hasta abril. Posee 4 edificios con capacidad para aproximadamente 10 personas.
La investigación se centra en los pingüinos, aves marinas y focas, limnología y biología terrestre relacionada al ecosistema oceánico austral y al cambio climático, monitoreado por el Committee for the Conservation of Antarctic Marine Living Resources (CCAMLR). La base tiene colaboración científica con personal de Japón, Países Bajos, y Malasia que ocupan sus instalaciones.